# Paróquia

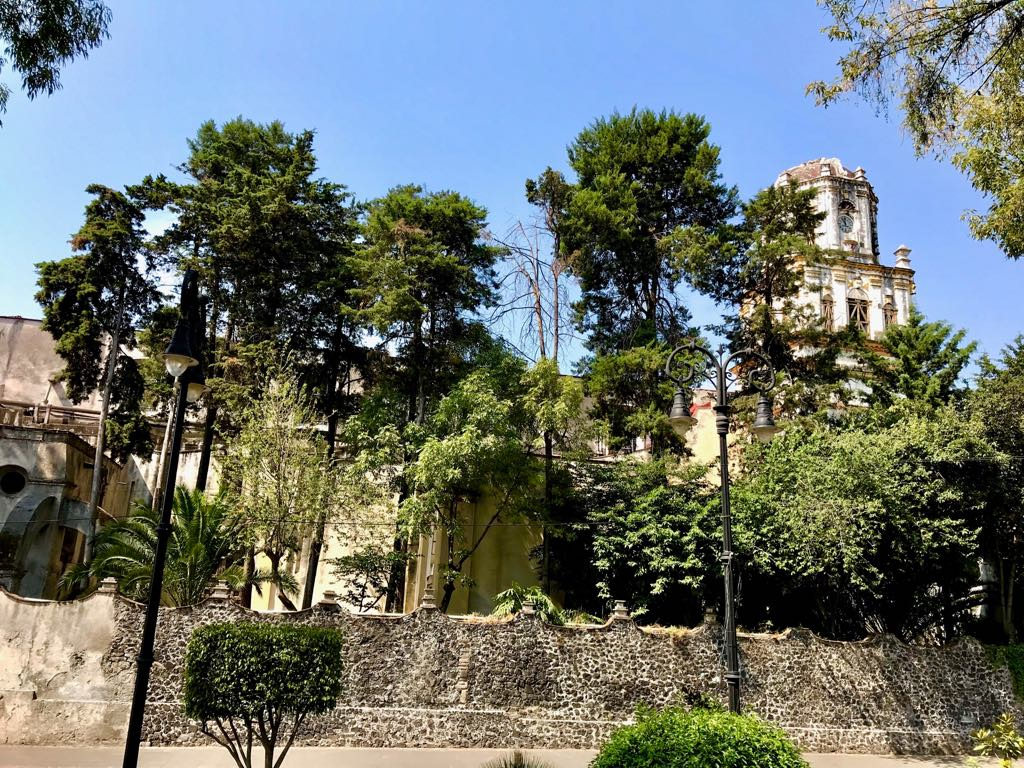
Paróquia de San Juan Bautista em Coyoacán, Cidade do México

Paróquia (do latim tardio parochia, do grego παροικία, «vizinhança», derivado de παροικέω «habitar ao lado») é a menor circunscrição territorial integrada a uma diocese. No ordenamento eclesiático, a paróquia é dotada de personalidade jurídica, abrangendo um número determinado de fiéis que estão confiados aos cuidados pastorais de um sacerdote, que enquanto exercitar suas funções neste específico território é denominado "pároco". Territorialmente, nos países de língua portuguesa existe o sinónimo "freguesia".

## Paróquias eclesiásticas
A paróquia é uma subdivisão territorial de uma diocese, eparquia ou bispado, dentro da Igreja Católica, da Comunhão Anglicana, da Igreja Ortodoxa Oriental, da Igreja da Suécia, da Igreja Presbiteriana (embora não possua governo episcopal) e de algumas outras igrejas. A palavra "paróquia" é também usada para se referir de um modo mais geral ao conjunto de pessoas que frequentam uma determinada igreja. Neste uso, uma paróquia é um ministro que serve uma congregação.

### Igreja Católica Romana
Na Igreja Católica a definição de paróquia é dada pelo Código de Direito Canônico que declara: «Paróquia é uma determinada comunidade de fiéis, constituída estavelmente na Igreja particular, e seu cuidado pastoral é confiado ao pároco como a seu pastor próprio, sob a autoridade do Bispo diocesano.» (Cân. 515 § 1º). Determina ainda o direito canônico que «toda diocese ou outra Igreja particular seja dividida em partes distintas ou paróquias.» (Cân. 374 § 1º).
Em geral as paróquias são circunscrições eclesiásticas territoriais que compreendem todos os fiéis de um determinado território. Entretanto há também as chamadas paróquias pessoais que são constituídas em razão de rito, língua ou nacionalidade dos fiéis de um território (cf. Cân. 518). 
No magistério de João Paulo II «a comunhão eclesial, embora possua sempre uma dimensão universal, encontra a sua expressão mais imediata e visível na Paróquia: esta é a última localização da Igreja; é, em certo sentido, a própria Igreja que vive no meio das casas dos seus filhos e das suas filhas.» (Christifideles Laici, 26).

## Paróquias da Luisiana
No estado da Luisiana, nos Estados Unidos, "paróquia" é a denominação da divisão regional, equivalente ao condado nos demais estados dos Estados Unidos; são as parishes.

## Outros significados
Também em São Cristóvão e Neves, há divisão em paróquias, com o sentido aproximado dos da Louisiana.  Em Astúrias e na Galiza é equivalente às freguesias portuguesas. Em Andorra, paróquia também é sinônimo de município.